# Henry Krips
Henry Joseph Krips, właśc. Heinrich Josef Krips (ur. 10 lutego 1912 w Wiedniu, zm. 25 stycznia 1987 w Adelaide) – australijski dyrygent pochodzenia austriackiego.

## Życiorys
Brat dyrygenta Josefa Kripsa. Ukończył studia w Konserwatorium Wiedeńskim i na Uniwersytecie Wiedeńskim, jako dyrygent zadebiutował w 1932 roku w Burgtheater. W kolejnych latach działał jako dyrygent w Innsbrucku (1933–1934), Salzburgu (1934–1935) i Wiedniu (1935–1938). W 1938 roku opuścił Austrię i wyemigrował do Australii, w 1944 roku uzyskał australijskie obywatelstwo. Był jednym ze współzałożycieli Krips-de Vries Opera Company w Sydney, od 1941 roku był dyrektorem muzycznym baletu Hélène Kirsovej. Od 1947 roku był członkiem komitetu Australian Broadcasting Corporation. Pełnił funkcję dyrygenta West Australia Symphony Orchestra w Perth (1948–1972) i South Symphony Orchestra w Adelaide (1949–1972). Zdobył popularność jako wykonawca popularnej muzyki wiedeńskiej. Od 1967 roku gościnnie dyrygował Sadler’s Wells Opera w Londynie. Kawaler Orderu Imperium Brytyjskiego (1970).
Skomponował operę Fiordaliso (1938), Kirribilli na orkiestrę (1959) Southern Intermezzo na saksofon (1956), był też autorem ścieżek dźwiękowych do kilku australijskich filmów.